# تيريزا روبنسون باك
تيريزا روبنسون باك (بالإنجليزية: Theresa Robinson Buck)‏ هي مبشرة وممرضة أمريكية، ولدت في 25 مايو 1912 في هارتفورد في الولايات المتحدة، وتوفيت في 25 سبتمبر 1965.